# 25Stanley
25stanley.com est un site d'actualité et de divertissement sportifs qui couvre les nouvelles nationales et internationales. Son slogan est « Le fast-food du sport ». Il est reconnu pour les potins, mais il propose également des chroniques et des analyses. Le choix du nom fait référence à la prochaine Coupe Stanley que les Canadiens de Montréal gagneront et qui sera leur vingt-cinquième.

## Historique
Le blogue 25stanley a été fondé en 2008 par Jean Trudel (mieux connu sous le nom de JT Utah), dans l'objectif de couvrir un aspect peu abordé dans l'univers médiatique. En effet, il se penchait sur la vie hors-glace des joueurs des Canadiens de Montréal et de la Ligue nationale de hockey (LNH) pour offrir un aperçu de des activités sociales et des relations amoureuses des joueurs et des athlètes. Depuis 2018, JT Utah ne travaille plus pour le site. 
Au fil des ans, le site a intégré des émissions spéciales, par exemple pour les gros événements couverts par Jean Trudel, Duffman et Christophe Perreault. Intégrant le multimédia, la plateforme a produit des capsules vidéos avec Maripier Morin et Béatrice Bouchard. 
En 2015, Groupe V Média a acquis 25stanley pour pouvoir couvrir le Canadien de Montréal et les sports à sa façon, l'ajoutant à son offre mobile. À la suite de cette acquisition, Jean Trudel participait à l'émission Les Infos de V, chargé de la section des sports et co-animateur. Le Groupe V Média soutient que le blogue génère annuellement plus de 32 millions de pages vues. En 2019, Bell a acheté la chaîne V et ses actifs numériques incluant 25stanley.
Le site a finalement cessé ses activités en décembre 2020 ses utilisateurs étant redirigés vers la section Balle Courbe du site de RDS.

### Slogan
Son slogan est : « Le fast-food du sport ».

## Contenus et collaborateurs

### Contenus
De 2010 à 2017, 25stanley a couvert les gros événements dans des émissions diffusées en direct sur le web, appelées Liveshows. En 2016 et 2017, le site a diffusé le Trio du jour, des vidéos quotidiennes que Jean Trudel présentait à l'émission Les Infos. Entre 2016 et 2018, Jean Trudel et Christophe Perreault ont animé un podcast, 110% par 25stanley. Ils ont reçu des invités comme Martin Leclerc, Marc-André Grondin et Olivier Niquet pour analyser ce qui se passait dans le monde du sport. Durant la même période, 25stanley s'est associé avec Mise-O-Jeu pour offrir des paris sportifs. Les vidéos G.O.A.T., animés par les humoristes Charles Pellerin et Guillaume Pineault, fait état, sur un ton humoristique, des meilleurs choix de tous les temps (greatest of all-time). 

### Collaborateurs
- Christophe Perreault, chef de marque de 25stanley et responsable de la couverture de la LNH et des paris sportifs
- Nicolas Poulin, responsable de la couverture du Canadien
- Claude Alain, responsable de la couverture de la NBA, NFL, MLB et NCAA
- Calem Burger, responsable de la couverture matinale
- Peter Alper, responsable du compte Instagram

## Pages connexes
- Noovo
- Noovo.ca